# 那須野育大
那須野 育大（なすの いくひろ、1980年5月 - ）は、日本の経営学者。流通経済大学共創社会学部准教授。千葉県市川市出身。

## 人物
専攻は商学、経営学、観光学。
研究領域はマーケティング、マネジメントの視点からの観光、交通、街づくり。

## 経歴
- 2003年 - 早稲田大学 商学部 卒業
- 2006年 - 早稲田大学大学院 商学研究科修士課程修了
- 2014年 - 中央大学大学院 総合政策研究科博士後期課程修了（総合政策学博士）
- 2016年 - 富山高等専門学校 国際ビジネス学科 専任講師
- 2020年 - 富山高等専門学校 国際ビジネス学科 准教授
- 2020年 - 大阪産業大学 経営学部 経営学科 准教授
- 2025年 - 流通経済大学 共創社会学部 国際文化ツーリズム学科 准教授（現在に至る）

## 著書
単著
- 『日本鉄道業の事業戦略－鉄道経営と地域活性化－』（2015年、白桃書房、ISBN 978-4561762089）
- 『地域観光論－ドイツに学ぶ産業観光活性化方策－』（2024年、学文社、ISBN 978-4762033216）

共著
- 『観光交通ビジネス』（2017年、成山堂書店、ISBN 978-4425928811）
- 『公益事業の変容－持続可能性を超えて－』（2020年、関西学院大学出版会、ISBN 978-4862833082）

## 論文
- 「医療観光による地域活性化の可能性―徳島県の事例分析より―」（『日本地域政策研究』2015年14巻、日本地域政策学会、pp.116-123、2015年）CRID 1390572664475539200
- 「長野県上伊那地域における地域振興策―ニューツーリズムの可能性―」（『日本地域政策研究』2015年16巻、日本地域政策学会、pp.66-72、2016年）CRID 1390009714522113408
- 「整備新幹線並行在来線における新たな利用促進策に関する考察 」（『公益事業研究』2017年69巻1号、公益事業学会、pp.66-72、2017年）CRID 1520290883955896064
- 「鉄道経営と地域活性化に関する一考察:レストラン列車のマーケティング」（『公益事業研究』2018年70巻1号、公益事業学会、pp.11-24、2018年）CRID 1520572357719794048
- 「政策課題研究 地域鉄道の現状と課題」（『日本地域政策研究』2019年22巻、日本地域政策学会、pp.68-76、2019年）CRID 1520009408043006848
- 「産業観光活性化方策の提案―ドイツ・ルール地域の事例分析から―」（『日本地域政策研究』2021年27巻、日本地域政策学会、pp.90-97、2021年）CRID 1390290791315018368
- 「JR地方交通線の輸送需要に関する考察 : 多変量解析による検討」（『公益事業研究』2022年74巻1号、公益事業学会、pp.9-21、2022年）CRID 1520857202736544128
- 「整備新幹線並行在来線の旅客輸送に関する考察－パネルデータ分析による検討－」（『交通学研究』2022年65巻、日本交通学会、pp.19-26、2022年）CRID 1520857202736544128
- 「JRの輸送密度2,000人未満線区に関する考察 : 輸送需要と運営形態に関する検討」（『交通学研究』2024年67巻、日本交通学会、pp.21-28、2024年）CRID 1520581627421644928
- 「コロナ後の観光と産業観光に関する基礎的考察」（『HOSPITALITY：日本ホスピタリティ・マネジメント学会誌』2024年34巻、日本ホスピタリティ・マネジメント学会、pp.67-76、2024年）CRID 1390018816299019904

他多数

## 学会発表
- 「輸送密度2,000人未満線区（JR線）に関する考察－輸送需要と運営形態に関する検討－」(日本交通学会 第82回研究報告会,2023年)
- 「しなの鉄道に見る地域鉄道活性化方策－パネルデータ分析に基づく経営改善策の検討－」（日本ホスピタリティ・マネジメント学会 第30回全国大会,2022年）
- 「東大阪市の公園利用に関する考察 －市民アンケート調査の分析－」（地域デザイン学会 第10回全国大会,2021年）
- 「富山県の観光土産品と地域創生－消費者購買調査の多変量解析による分析－」（国際戦略経営研究学会 第12回全国大会,2019年）
- 「公益事業者の6次産業化に関する研究 －地域活性化マーケティングの観点から」（国際戦略経営研究学会 第11回全国大会,2018年）
- 「産業観光による地域活性化の可能性 －長野県の事例分析より－」（日本地域政策学会 第14回全国大会,2015年）
- 「シンガポールの観光政策 －人口減少時代を迎えるわが国への示唆－」（公益事業学会 第65回全国大会,2015年）
- 「鉄道インフラの海外輸出に関する研究」（日本交通学会 第72回全国大会,2013年）

他多数

## 受賞歴
- 2024年度 日本交通学会賞（論文「JRの輸送密度2,000人未満線区に関する考察－輸送需要と運営形態に関する検討－」）
- 2024年度 日本ホスピタリティ・マネジメント学会賞（著書「地域観光論－ドイツに学ぶ産業観光活性化方策－」）
- 2023年度 公益事業学会奨励賞（論文「JR地方交通線の輸送需要に関する考察－多変量解析による検討－」）